# Johann Osiander (Theologe, 1657)

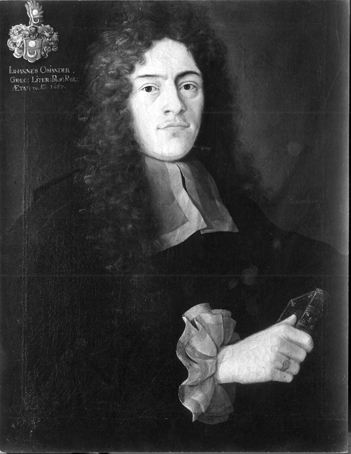
Bildnis des Johann Osiander von Johann Georg Dramburg (1687) aus der Sammlung der Tübinger Professorengalerie

Johann(es) Osiander (* 22. April 1657 in Tübingen; † 18. Oktober 1724 ebenda) war ein deutscher Philologe, Diplomat und lutherischer Theologe.

## Leben
Der Sohn des Johann Adam Osiander wurde durch frühe Ausbildung dazu in die Lage versetzt, dass er mit vierzehn Jahren die Universität Tübingen besuchen konnte. Hier erwarb er sich 1676 den akademischen Grad eines Magisters der Philosophie und absolvierte danach ein theologisches Studium. Nach Vollendung seines theologischen Grundstudiums begab er sich 1684 auf eine Gelehrtenreise, die ihn an die Universität Altdorf, nach Nürnberg, an die Universität Heidelberg, nach Darmstadt, Frankfurt am Main, an die Universität Gießen, an die Universität Marburg, nach Kassel, Hannover, Hamburg, die Schweiz, nach Frankreich und Holland führte.
Zurückgekehrt in seine Heimatstadt wurde er 1686 außerordentlicher Professor der hebräischen Sprache und Geographie an der Tübinger Hochschule. 1688 übernahm er die ordentliche Professur der griechischen Sprache und Philosophie, betätigte sich als Unterhändler im Krieg von 1688 und wurde aufgrund seines dort angewendeten Geschicks beim Schutz von Tübingen und Stuttgart 1690 zum geheimen Kriegsrat ernannt. 1692 wurde Ephorus des theologischen Stifts in Tübingen, 1697 Prälat von Königsbronn und 1699 Prälat von Hirsau mit Sitz in Tübingen.
Osiander erhielt 1703 von August von Polen und Sachsen den Titel eine Konsistorialrats und wurde von Karl XII. von Schweden zum Kirchenrat ernannt. 1708 wurde er von Herzog Eberhard Ludwig zum Konsistorialassessor in Stuttgart berufen, womit ihm die Leitung der gesamten württembergischen Kirchen und Schulen übertragen wurde. Nachdem er sich auch an diplomatischen Missionen in Dänemark, Schweden, Polen, Preußen, Italien und England beteiligt hatte, wurde er 1713 wirklicher Geheimrat und zog er sich in seinen letzten Lebensjahren auf sein Landgut zurück. Besonderes Verdienst um die württembergische Landeskirche hatte er sich mit der Einführung der Konfirmation 1722/23 erworben.

## Werke (Auswahl)
- Causa Morali. 1676
- Immortalitate animae. 1676
- Disp. De Scriptura Sacra.
- Disp. De Bonis Operibus.
- Disp. De Ecclesia.